# Vinezac
Vinezac är en kommun i departementet Ardèche i regionen Auvergne-Rhône-Alpes i sydöstra Frankrike. Kommunen ligger  i kantonen Largentière som ligger i arrondissementet Largentière. År 2022 hade Vinezac 1 388 invånare.

## Befolkningsutveckling
Antalet invånare i kommunen Vinezac
Referens: INSEE